# ایت بوبیدمان
ایت بوبیدمان (به فرانسوی: Ait Boubidmane) یک منطقهٔ مسکونی در مراکش است که در مکناس تافیلالت واقع شده‌است.

## خصوصیات
ایت بوبیدمان ۴٬۲۵۸ نفر جمعیت دارد.